# 五一鎮區 (烏克蘭)

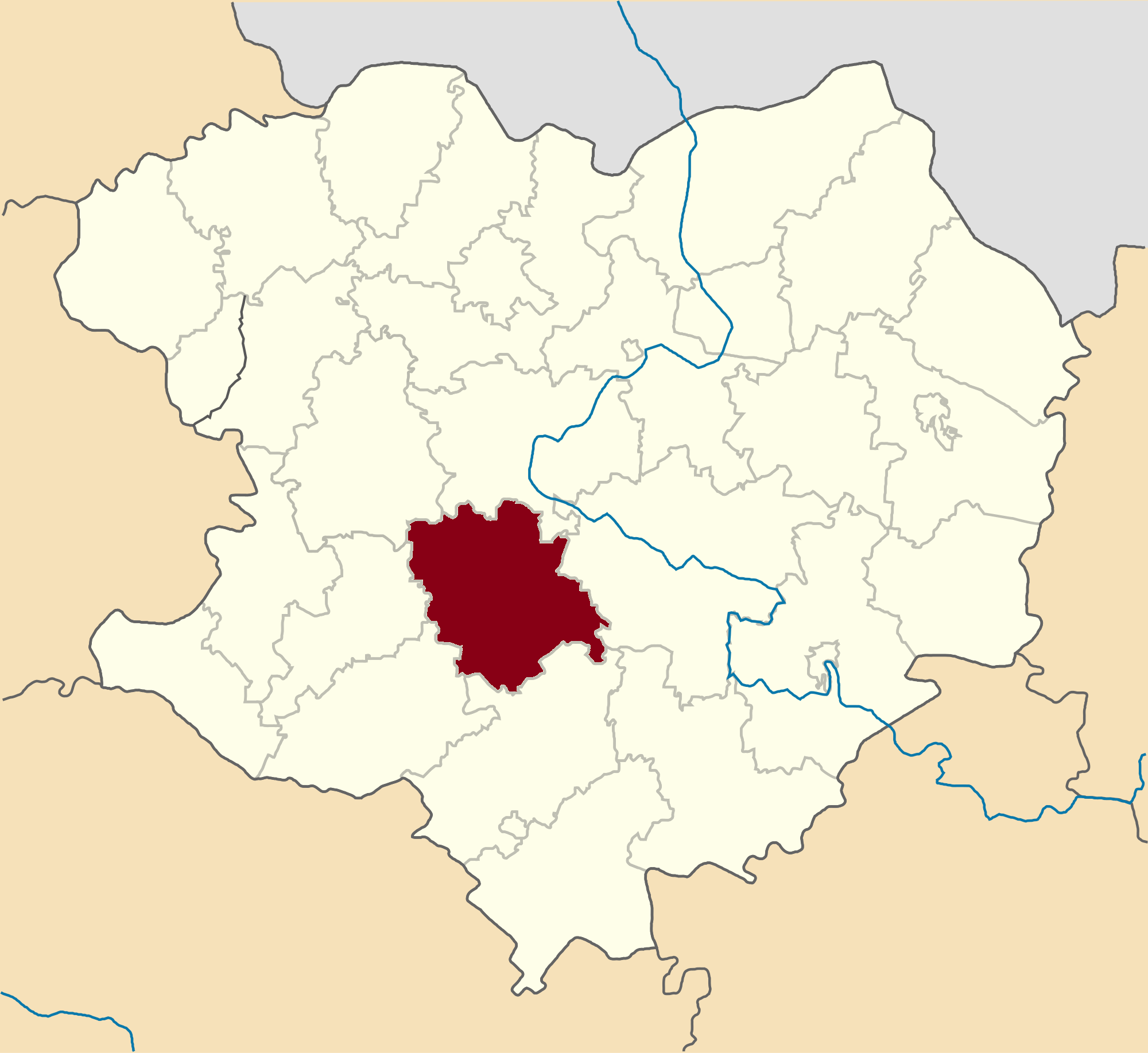
撤销前五一鎮區在哈爾科夫州的位置

五一鎮區（烏克蘭語：Первомайський район），曾是烏克蘭東部哈爾科夫州的一個區。行政中心設於五一鎮，面積1,225.3平方公里，2013年人口16,503，人口密度每平方公里13.47人。
该区在2020年7月18日的乌克兰行政区划改革中被撤销，改革后哈爾科夫州下分为7个区，五一鎮區合并至洛佐瓦區。